# Lijst van gouverneurs-generaal van de Unie van Zuid-Afrika

Vlag van de gouverneur-generaal van de Unie van Zuid-Afrika van 1931 tot 1961

De gouverneur-generaal van de Unie van Zuid-Afrika (Afrikaans: Goewerneur-Generaal van die Unie van Suid-Afrika, Engels: Governor-General of the Union of South Africa), was de vertegenwoordiger van de Britse Kroon in Zuid-Afrika. De functie werd op 31 mei 1910, de dag waarop de Unie van Zuid-Afrika ontstond, in het leven geroepen. De Unie van Zuid-Afrika was sinds 1931 een Commonwealth Realm en als zodanig werd de koning van het het Verenigd Koninkrijk ook koning van Zuid-Afrika. Op 31 mei 1961 werd Zuid-Afrika een republiek en werd de functie van gouverneur-generaal van de Unie afgeschaft. Hiervoor in de plaats werd het staatspresidentschap ingevoerd.
Sommige gouverneurs-generaal waren leden van de Britse koninklijke familie (Huis Windsor), zoals prins Arthur van Connaught, gouverneur-generaal van de Unie van Zuid-Afrika van 1920 tot 1923, en de Alexander van Teck, graaf van Athlone, gouverneur-generaal van de Unie van Zuid-Afrika van 1923 tot 1930. Hierna was de graaf van Athlone gouverneur-generaal van Canada.

## Republicanisme
De Nasionale Party, de partij die in 1948 in Zuid-Afrika aan de macht kwam, was niet alleen voorstander van apartheid, maar ook van de instelling van een republiek. De banden met de Britse monarchie werden gezien als een reliek van het Britse imperialisme. De Nasionale Party had echter maar een kleine meerderheid in het Zuid-Afrikaanse parlement en er waren - in het bijzonder onder de Engelstalige blanken en de Verenigde Party - veel monarchisten die niets voelden voor de instelling van een republiek. De regering liet haar plannen met betrekking tot de instelling van een republiek voorlopig rusten.
De gouverneurs-generaal die onder het apartheidsbewind werden aangesteld waren gepensioneerde ministers. Allen waren zij Afrikaners die lid waren van de Nasionale Party. Bij officiële aangelegenheden droegen deze gouverneurs-generaal nooit het koloniale Windsor uniform.
In de jaren 60 herleefde het republicanisme onder de Afrikaner nationalisten die het nog resterende Britse gezag wilden beëindigen. Zeker na de afkeuring van de apartheid door de Britse regering (februari 1960) drongen Afrikaner nationalisten aan op de instelling van een republiek. De Zuid-Afrikaanse regering onder premier Hendrik Verwoerd organiseerde een referendum met de vraag of de kiesgerechtigde bevolking (alleen de meerderjarige blanke bevolking) een republiek wilde. Op 5 oktober 1960 sprak een kleine meerderheid van de blanke kiezers (850.000 tegen 776.000) zich uit voor de instelling van een republiek en op 31 mei 1961 werd de Republiek Zuid-Afrika uitgeroepen. Kort daarvoor was Zuid-Afrika uit het Gemenebest van Naties gestapt en nu waren alle banden met het Verenigd Koninkrijk verbroken. Aanvankelijk was Verwoerd voorstander van een sterk uitvoerend presidentschap, zoals ook ten tijde van Zuid-Afrikaanse Republiek van Paul Kruger, maar om de Engelstalige tegenstanders van de republiek niet nog meer voor het hoofd te stoten, werd besloten tot de instelling van een ceremonieel presidentschap. Charles Robberts Swart, de laatste gouverneur-generaal van de Unie van Zuid-Afrika (1959-1961), werd de eerste president van de Republiek Zuid-Afrika.

## Lijst van gouverneurs-generaal van de Unie van Zuid-Afrika
| Persoon                      | Ambtstermijn                        | Partij |
| ---------------------------- | ----------------------------------- | ------ |
| Herbert John Gladstone       | 31 mei 1910 - 8 september 1914      | LP     |
| Sydney Charles Buxton        | 8 september 1914 - 17 november 1920 | LP     |
| Arthur van Connaught         | 17 november 1920 - 7 december 1923  |        |
| James Rose-Innes (a.i.)      | 7 december 1923 - 21 januari 1924   |        |
| Alexander van Teck           | 21 januari 1924 - 26 januari 1931   |        |
| George Villiers              | 26 januari 1931 - 5 april 1937      | CP     |
| Patrick Duncan               | 5 april 1937 - 17 juli 1943         | VP     |
| Nicolaas Jacobus de Wet      | 17 juli 1943 - 1 januari 1946       | VP     |
| Gideon Brand van Zyl         | 1 januari 1946 - 1 januari 1951     | VP     |
| Ernest George Jansen         | 1 januari 1951 - 25 november 1959   | NP     |
| Lucas Cornelius Steyn (a.i.) | 26 november - 11 december 1959      | NP     |
| Charles Robberts Swart       | 11 december 1959 - 30 april 1961    | NP     |
| Lucas Cornelius Steyn (a.i.) | 30 april 1961 - 31 mei 1961         | NP     |

## Verwijzingen
1. ↑  De geschiedenis van de Apartheid, door: Brian Lapping (1986), blz. 163
2. ↑  Aanvankelijk wilde Zuid-Afrika lid blijven van het Gemenebest van Naties, maar vanwege de apartheidspolitiek waren de meeste Afrikaanse en Aziatische lidstaten tegen verlening van Zuid-Afrika's lidmaatschap
3. ↑  Hij was korte tijd gouverneur-generaal als opvolger van Swart, die op 31 mei 1961 de eerste staatspresident van Zuid-Afrika werd